# Conops auratus
Conops auratus är en tvåvingeart som beskrevs av Walker 1871. Conops auratus ingår i släktet Conops och familjen stekelflugor.
Artens utbredningsområde är Egypten. Inga underarter finns listade i Catalogue of Life.